# The Saints Are Coming
Singles de The Skids
Sweet Suburbia
(1978) Into the Valley
(1979)
The Saints Are Coming est une chanson créée par le groupe punk écossais The Skids en 1978, sur leur premier album Scared to Dance. Elle a été reprise par U2 et Green Day en 2006 et par le groupe allemand Von Thronstahl en 2008.

## Liste des titres

### Wide OpenEP
La chanson apparait sur l'EP single du groupe en 1978, Wide Open
| No | Titre                 | Durée |
| -- | --------------------- | ----- |
| 1. | The Saints Are Coming | 2:37  |
| 2. | Of One Skin           | 2:28  |

| No | Titre         | Durée |
| -- | ------------- | ----- |
| 3. | Night and Day | 2:35  |
| 4. | Contusion     | 2:42  |

## Crédits
- Richard Jobson – chant, guitare
- Stuart Adamson – guitares, chœurs
- William Simpson – guitare basse, chœurs
- Thomas Kellichan – batterie

Autres
- Chris Jenkins – guitare
- David Batchelor – claviers

## Reprises

### Version de U2 et Green Day
Singles par U2
One (avec Mary J. Blige)
(2006) Window in the Skies
(2007)
Singles par Green Day
Jesus of Suburbia
(2005) Working Class Hero
(2007)
The Saints Are Coming a été reprise en 2006 par Green Day et U2, pour l'association Music Rising, dont le but est d'aider à la reconstruction (musicale, entre autres) de la région sinistrée par l'ouragan Katrina. Le premier couplet, chanté par Billie Joe Armstrong (de Green Day), était tiré de la chanson The House of the Rising Sun, chanson qui parle de La Nouvelle-Orléans.

### Clip
Un clip réalisé par Chris Milk a été présenté sur YouTube le 27 octobre 2006. Il montre U2 et Green Day durant l'enregistrement aux Studios Abbey Road de Londres ainsi que des extraits de leur performance au Superdome de La Nouvelle-Orléans. On peut également voir des images d'archives de l'ouragan Katrina et de ses conséquences.

### Liste des titres
| No | Titre                                              | Durée |
| -- | -------------------------------------------------- | ----- |
| 1. | The Saints Are Coming                              | 3:24  |
| 2. | The Saints Are Coming (live à La Nouvelle-Orléans) | 3:27  |

### Classements
| Classement / pays (2006)                                       | Meilleure position |
| -------------------------------------------------------------- | ------------------ |
| Australie - ARIA Charts                                        | 1                  |
| Autriche - Ö3 Austria Top 40                                   | 3                  |
| Belgique (Région flamande) - Ultratop 50                       | 2                  |
| Belgique (Région wallonne et Bruxelles-Capitale) - Ultratop 40 | 12                 |
| Canada - Canadian Singles Chart[réf. nécessaire]               | 1                  |
| Canada - Téléchargements                                       | 1                  |
| Danemark - Tracklisten                                         | 1                  |
| Pays-Bas - MegaCharts                                          | 1                  |
| France - SNEP                                                  | 44                 |
| Finlande - IFPI Top 20                                         | 8                  |
| Allemagne - Media Control Charts                               | 6                  |
| Irlande - Irish Singles Chart                                  | 1                  |
| Italie - FIMI                                                  | 1                  |
| Japon - Oricon Top 30                                          | 25                 |
| Nouvelle-Zélande - RIANZ                                       | 4                  |
| Norvège - VG-lista                                             | 1                  |
| Espagne - Promusicae                                           | 1                  |
| Suède - Sverigetopplistan                                      | 4                  |
| Suisse - SwissCharts                                           | 1                  |
| Royaume-Uni - UK Singles Chart                                 | 2                  |
| États-Unis - Billboard Hot 100                                 | 51                 |
| Venezuela Pop Rock (Record Report)                             | 3                  |